# Idrettslaget Hødd 2015
Questa voce raccoglie le informazioni riguardanti l'Idrettslaget Hødd nelle competizioni ufficiali della stagione 2015.

## Stagione
L'Hødd ha chiuso la stagione al 4º posto, posizionamento valido per l'accesso alle qualificazioni all'Eliteserien. Al primo turno delle stesse, è stato però eliminato ai tiri di rigore dallo Jerv. L'avventura nel Norgesmesterskapet 2015 si è chiusa invece al quarto turno, con la sconfitta maturata sul campo del Mjøndalen.
I calciatori più utilizzati in stagione sono stati Torbjørn Kallevåg, Steffen Moltu e Jesper Törnqvist, ognuno dei quali a quota 35 presenze tra campionato, qualificazioni all'Eliteserien e coppa. Eirik Ulland Andersen è stato invece il miglior marcatore con 11 reti, tutte siglate in campionato.

## Maglie e sponsor
Lo sponsor tecnico per la stagione 2015 è stato Umbro, mentre lo sponsor ufficiale è stato Sparebanken Møre. La divisa casalinga era composta da una maglietta blu con inserti bianchi, pantaloncini bianchi e calzettoni blu. Quella da trasferta era invece totalmente bianca, con inserti blu.
| Casa | Trasferta |

## Rosa
| N. |                      | Ruolo | Calciatore            |
| -- | -------------------- | ----- | --------------------- |
| 1  | Norvegia (bandiera)  | P     | Aslak Falch           |
| 2  | Norvegia (bandiera)  | D     | Steffen Moltu         |
| 3  | Norvegia (bandiera)  | D     | Christoffer Aasbak    |
| 4  | Finlandia (bandiera) | D     | Jesper Törnqvist      |
| 5  | Francia (bandiera)   | D     | Darnel Situ           |
| 6  | Svezia (bandiera)    | C     | Joakim Wrele          |
| 7  | Norvegia (bandiera)  | C     | Erik Sandal           |
| 8  | Norvegia (bandiera)  | C     | Ole Amund Sveen       |
| 9  | Norvegia (bandiera)  | A     | Magnus Myklebust      |
| 10 | Norvegia (bandiera)  | A     | Joachim Magnussen     |
| 11 | Norvegia (bandiera)  | A     | Michael Karlsen       |
| 13 | Norvegia (bandiera)  | D     | Ruben-Kenneth Brandal |
| 14 | Norvegia (bandiera)  | A     | Torbjørn Kallevåg     |
| 15 | Norvegia (bandiera)  | C     | Bendik Dybdal Torset  |

| N. |                             | Ruolo | Calciatore            |
| -- | --------------------------- | ----- | --------------------- |
| 18 | Norvegia (bandiera)         | A     | Benjamin Kleppe       |
| 19 | Norvegia (bandiera)         | D     | Vegard Heltne         |
| 20 | Irlanda del Nord (bandiera) | A     | Robin Shroot          |
| 21 | Norvegia (bandiera)         | D     | Jonas Ingebrigtsen    |
| 22 | Norvegia (bandiera)         | C     | Fredrik Aursnes       |
| 23 | Norvegia (bandiera)         | A     | Eirik Ulland Andersen |
| 24 | Norvegia (bandiera)         | P     | Sivert Pieroth        |
| 25 | Norvegia (bandiera)         | P     | Jan-Lennart Urke      |
| 26 | Norvegia (bandiera)         | P     | Ole-Monrad Alme       |
| 27 | Norvegia (bandiera)         | A     | Sondre Sandnes Beite  |
| 28 | Norvegia (bandiera)         | C     | Martin Mork Breivik   |
| 29 | Norvegia (bandiera)         | D     | Audun Kåre Øvrelid    |
| 30 | Norvegia (bandiera)         | C     | Bendik Rise           |
| 31 | Norvegia (bandiera)         | D     | Mathias Grimstad      |

## Calciomercato

### Sessione invernale(dal 01/01 al 31/03)
| Arrivi           | Arrivi             | Arrivi         | Arrivi        |
| R.               | Nome               | da             | Modalità      |
| ---------------- | ------------------ | -------------- | ------------- |
| D                | Christoffer Aasbak |                | svincolato    |
| A                | Torbjørn Kallevåg  | Vard Haugesund | definitivo    |
| A                | Michael Karlsen    | Ranheim        | definitivo    |
| A                | Magnus Myklebust   |                | svincolato    |
| Altre operazioni |                    |                |               |
| R.               | Nome               | da             | Modalità      |
| C                | Tobias Vibe        | Tromsdalen     | fine prestito |

| Partenze | Partenze          | Partenze        | Partenze   |
| R.       | Nome              | a               | Modalità   |
| -------- | ----------------- | --------------- | ---------- |
| D        | Victor Grodås     |                 | svincolato |
| D        | Pål Hofset Skeide |                 | svincolato |
| C        | Robin Hjelmeseth  |                 | svincolato |
| C        | Andreas Rekdal    |                 | svincolato |
| C        | Tobias Vibe       | Tromsdalen      | definitivo |
| A        | Robin Shroot      |                 | svincolato |
| A        | Espen Standal     | Ullensaker/Kisa | definitivo |
| A        | Franjo Tepurić    |                 | svincolato |

### Sessione estiva(dal 22/07 al 18/08)
| Arrivi | Arrivi       | Arrivi  | Arrivi     |
| R.     | Nome         | da      | Modalità   |
| ------ | ------------ | ------- | ---------- |
| A      | Robin Shroot | Sogndal | definitivo |

| Partenze | Partenze | Partenze | Partenze |
| R.       | Nome     | a        | Modalità |
| -------- | -------- | -------- | -------- |

### Dopo la sessione estiva
| Arrivi | Arrivi      | Arrivi | Arrivi     |
| R.     | Nome        | da     | Modalità   |
| ------ | ----------- | ------ | ---------- |
| A      | Darnel Situ |        | svincolato |

| Partenze | Partenze | Partenze | Partenze |
| R.       | Nome     | a        | Modalità |
| -------- | -------- | -------- | -------- |

## Risultati

### 1. divisjon

#### Girone di andata
| Arbitro: | Borgersen (Oslo) |

|  |           |               |
|  | Marcatori | 17’ Myklebust |

| Arbitro: | Hauge |

|          |           |            |
| Wrele 4’ | Marcatori | 87’ Burgos |

| Arbitro: | Døvle (Larvik) |

|                                      |           |  |
| Ulland Andersen 33’, 53’ Aursnes 67’ | Marcatori |  |

| Arbitro: | Haugen |

|                                                      |           |  |
| Tollås 3’ (rig.) Nedrebø 26’ Benmoussa 57’ Aalbu 62’ | Marcatori |  |

| Ulsteinvik 30 aprile 2015, ore 19:00 5ª giornata | Hødd   | 0 – 0 referto | Jerv | Høddvoll Stadion (1.857 spett.)\| Arbitro: \| Tennøy \| |
| Arbitro:                                         | Tennøy |               |      |                                                         |

| Arbitro: | Eskås |

|            |           |                                      |
| Anyora 20’ | Marcatori | 49’ Magnussen 61’ Sveen 88’ Kallevåg |

| Arbitro: | Gjermshus |

|                                                     |           |                       |
| Ulland Andersen 6’ Karlsen 16’ (rig.) Törnqvist 60’ | Marcatori | 74’, 87’ Lie Skålevik |

| Levanger 13 maggio 2015, ore 18:00 8ª giornata | Levanger | 0 – 0 referto | Hødd | Moan Kunstgress (424 spett.)\| Arbitro: \| Saggi \| |
| Arbitro:                                       | Saggi    |               |      |                                                     |

| Arbitro: | Borgersen (Oslo) |

|                                                  |           |  |
| Ulland Andersen 21’, 28’ Sveen 33’ Törnqvist 71’ | Marcatori |  |

| Arbitro: | Rafiq (Oslo) |

|           |           |                                                   |
| Landro 5’ | Marcatori | 19’, 66’ Ulland Andersen 89’ Kallevåg 90’ Aursnes |

| Arbitro: | Steen |

|  |           |                          |
|  | Marcatori | 90’ Kippersund Rønningen |

| Arbitro: | Døvle (Larvik) |

|                                                     |           |               |
| Rømo Skille 27’ Stene 46’ Øwre Gjertsen 50’ Aas 69’ | Marcatori | 90’ Myklebust |

| Arbitro: | Moen |

|                     |           |                                            |
| Ulland Andersen 25’ | Marcatori | 51’ (rig.) Martin 59’ Raskaj 80’ Brochmann |

| Arbitro: | Jonsson Trædal |

|            |           |           |
| Shroot 13’ | Marcatori | 90’ Sveen |

| Arbitro: | Saggi |

|                      |           |           |
| Sveen 14’ Aasbak 38’ | Marcatori | 44’ Bwamy |

#### Girone di ritorno
| Arbitro: | Hansen |

|                            |           |                            |
| D. Ulvestad 23’ Torske 45’ | Marcatori | 75’ (rig.) Ulland Andersen |

| Arbitro: | Borgersen (Oslo) |

|                                                               |           |                     |
| Moltu 21’ Ulland Andersen 66’ Dybdal Torset 68’ Myklebust 77’ | Marcatori | 17’ Tollås 73’ Njie |

| Arbitro: | Saggi |

|                                |           |  |
| Leikvoll Moberg 17’ Ueland 59’ | Marcatori |  |

| Arbitro: | Gya |

|  |           |             |
|  | Marcatori | 23’ Karlsen |

| Arbitro: | Ahlsen |

|  |           |                                           |
|  | Marcatori | 14’, 69’ Bye 47’ í Bartalsstovu 58’ Hopen |

| Arbitro: | Hansen |

|  |           |                         |
|  | Marcatori | 32’ Sveen 34’ Myklebust |

| Arbitro: | Eskås |

|                    |           |  |
| Myklebust 74’, 86’ | Marcatori |  |

| Arbitro: | Steen |

|                               |           |  |
| Vestvatn 6’, 17’ Akinyemi 24’ | Marcatori |  |

| Arbitro: | Rafiq (Oslo) |

|           |           |  |
| Moltu 79’ | Marcatori |  |

| Arbitro: | Jonsson Trædal |

|           |           |           |
| Wrele 43’ | Marcatori | 21’ Stene |

| Arbitro: | Saggi |

|                                    |           |                          |
| Sosseh 24’ Rugland 55’ Nielsen 60’ | Marcatori | 44’ Kallevåg 85’ Aursnes |

| Arbitro: | Kristiansen Toppe |

|  |           |             |
|  | Marcatori | 82’ Warshaw |

| Arbitro: | Tennøy |

|            |           |                         |
| Straith 1’ | Marcatori | 20’ Myklebust 68’ Moltu |

| Arbitro: | Hansen |

|               |           |            |
| Myklebust 20’ | Marcatori | 7’ Schulze |

| Arbitro: | Ahlsen |

|            |           |                                |
| Barmen 30’ | Marcatori | 75’ Shroot 78’ Ulland Andersen |

### Qualificazioni all'Eliteserien
| Arbitro: | Eskås |

|                                                             |                      |                                                                   |
| Wrele 38’                                                   | Marcatori            | 90’ Omoijuanfo                                                    |
| Aursnes Kallevåg Ulland Andersen Sveen Karlsen Wrele Aasbak | Tiri di rigore 5 – 6 | MacConnacher Antwi Andersen Edvardsen Omoijuanfo Andersen Collett |

### Norgesmesterskapet
| Arbitro: | Myrheim |

|  |           |                                                         |
|  | Marcatori | 45’ Kallevåg 53’ Sandnes Beite 63’ Törnqvist 86’ Kleppe |

| Arbitro: | Amland (Bergen) |

|          |           |                                      |
| Janbu 7’ | Marcatori | 22’ Kallevåg 75’ Sveen 79’ Myklebust |

| Arbitro: | Steen |

|               |           |  |
| Myklebust 37’ | Marcatori |  |

| Arbitro: | Johnsen (Tønsberg) |

|                                                                      |           |  |
| Semb Aasmundsen 26’ Kapidžić 37’ Midtgarden 55’ Törnqvist 75’ (aut.) | Marcatori |  |

## Statistiche

### Statistiche di squadra
| Competizione          | Punti | In casa | In casa | In casa | In casa | In casa | In casa | In trasferta | In trasferta | In trasferta | In trasferta | In trasferta | In trasferta | Totale | Totale | Totale | Totale | Totale | Totale | DR |
| Competizione          | Punti | G       | V       | N       | P       | Gf      | Gs      | G            | V            | N            | P            | Gf           | Gs           | G      | V      | N      | P      | Gf     | Gs     | DR |
| --------------------- | ----- | ------- | ------- | ------- | ------- | ------- | ------- | ------------ | ------------ | ------------ | ------------ | ------------ | ------------ | ------ | ------ | ------ | ------ | ------ | ------ | -- |
| 1. divisjon           | 48    | 15      | 7       | 4       | 4       | 23      | 17      | 15           | 7            | 2            | 6            | 20           | 23           | 30     | 14     | 6      | 10     | 43     | 40     | +3 |
| Qual. all'Eliteserien | -     | 1       | 0       | 1       | 0       | 1       | 1       | 0            | 0            | 0            | 0            | 0            | 0            | 1      | 0      | 1      | 0      | 1      | 1      | 0  |
| Norgesmesterskapet    | -     | 1       | 1       | 0       | 0       | 1       | 0       | 3            | 2            | 0            | 1            | 7            | 5            | 4      | 3      | 0      | 1      | 8      | 5      | +3 |
| Totale                | -     | 17      | 8       | 5       | 4       | 25      | 18      | 18           | 9            | 2            | 7            | 27           | 28           | 35     | 17     | 7      | 11     | 52     | 46     | +6 |

### Statistiche dei giocatori
| Giocatore          | 1. divisjon | 1. divisjon | 1. divisjon | 1. divisjon | Norgesmesterskapet | Norgesmesterskapet | Norgesmesterskapet | Norgesmesterskapet | Coppe europee | Coppe europee | Coppe europee | Coppe europee | Qual. all'Eliteserien | Qual. all'Eliteserien | Qual. all'Eliteserien | Qual. all'Eliteserien | Totale   | Totale | Totale      | Totale     |
| Giocatore          | Presenze    | Reti        | Ammonizioni | Espulsioni  | Presenze           | Reti               | Ammonizioni        | Espulsioni         | Presenze      | Reti          | Ammonizioni   | Espulsioni    | Presenze              | Reti                  | Ammonizioni           | Espulsioni            | Presenze | Reti   | Ammonizioni | Espulsioni |
| ------------------ | ----------- | ----------- | ----------- | ----------- | ------------------ | ------------------ | ------------------ | ------------------ | ------------- | ------------- | ------------- | ------------- | --------------------- | --------------------- | --------------------- | --------------------- | -------- | ------ | ----------- | ---------- |
| C. Aasbak          | 25          | 1           | 1           | 0           | 2                  | 0                  | 0                  | 0                  |               |               |               |               | 1                     | 0                     | 0                     | 0                     | 28       | 1      | 1           | 0          |
| O. Alme            | 3           | -5          | 0           | 0           | 0                  | -0                 | 0                  | 0                  |               |               |               |               | 0                     | -0                    | 0                     | 0                     | 3        | -5     | 0           | 0          |
| F. Aursnes         | 27          | 3           | 4           | 0           | 4                  | 0                  | 2                  | 0                  |               |               |               |               | 1                     | 0                     | 1                     | 0                     | 32       | 3      | 7           | 0          |
| R. Brandal         | 3           | 0           | 0           | 0           | 2                  | 0                  | 0                  | 0                  |               |               |               |               | 0                     | 0                     | 0                     | 0                     | 5        | 0      | 0           | 0          |
| B. Dybdal Torset   | 8           | 1           | 1           | 0           | 2                  | 0                  | 0                  | 0                  |               |               |               |               | 0                     | 0                     | 0                     | 0                     | 10       | 1      | 1           | 0          |
| A. Falch           | 28          | -35         | 0           | 1           | 4                  | -5                 | 0                  | 0                  |               |               |               |               | 1                     | -1                    | 0                     | 0                     | 33       | -41    | 0           | 1          |
| V. Heltne          | 12          | 0           | 3           | 0           | 1                  | 0                  | 0                  | 0                  |               |               |               |               | 0                     | 0                     | 0                     | 0                     | 13       | 0      | 3           | 0          |
| J. Ingebrigtsen    | 27          | 0           | 2           | 0           | 4                  | 0                  | 0                  | 0                  |               |               |               |               | 1                     | 0                     | 1                     | 0                     | 32       | 0      | 3           | 0          |
| T. Kallevåg        | 30          | 3           | 2           | 0           | 4                  | 2                  | 0                  | 0                  |               |               |               |               | 1                     | 0                     | 0                     | 0                     | 35       | 5      | 2           | 0          |
| A. Kåre Øvrelid    | 0           | 0           | 0           | 0           | 0                  | 0                  | 0                  | 0                  |               |               |               |               | 0                     | 0                     | 0                     | 0                     | 0        | 0      | 0           | 0          |
| M. Karlsen         | 29          | 2           | 1           | 0           | 2                  | 0                  | 1                  | 0                  |               |               |               |               | 1                     | 0                     | 0                     | 0                     | 32       | 2      | 2           | 0          |
| B. Kleppe          | 2           | 0           | 0           | 0           | 1                  | 1                  | 0                  | 0                  |               |               |               |               | 0                     | 0                     | 0                     | 0                     | 3        | 1      | 0           | 0          |
| J. Magnussen       | 20          | 1           | 1           | 0           | 3                  | 0                  | 0                  | 0                  |               |               |               |               | 0                     | 0                     | 0                     | 0                     | 23       | 1      | 1           | 0          |
| S. Moltu           | 30          | 3           | 4           | 0           | 4                  | 0                  | 0                  | 0                  |               |               |               |               | 1                     | 0                     | 0                     | 1                     | 35       | 3      | 4           | 1          |
| M. Mork Breivik    | 0           | 0           | 0           | 0           | 1                  | 0                  | 0                  | 0                  |               |               |               |               | 0                     | 0                     | 0                     | 0                     | 1        | 0      | 0           | 0          |
| M. Myklebust       | 28          | 8           | 2           | 0           | 3                  | 2                  | 0                  | 0                  |               |               |               |               | 1                     | 0                     | 0                     | 0                     | 32       | 10     | 2           | 0          |
| S. Pieroth         | 0           | -0          | 0           | 0           | 0                  | -0                 | 0                  | 0                  |               |               |               |               | 0                     | -0                    | 0                     | 0                     | 0        | 0      | 0           | 0          |
| B. Rise            | 0           | 0           | 0           | 0           | 0                  | 0                  | 0                  | 0                  |               |               |               |               | 0                     | 0                     | 0                     | 0                     | 0        | 0      | 0           | 0          |
| E. Sandal          | 5           | 0           | 0           | 0           | 1                  | 0                  | 0                  | 0                  |               |               |               |               | 0                     | 0                     | 0                     | 0                     | 6        | 0      | 0           | 0          |
| S. Sandnes Beite   | 11          | 0           | 0           | 0           | 1                  | 1                  | 0                  | 0                  |               |               |               |               | 0                     | 0                     | 0                     | 0                     | 12       | 1      | 0           | 0          |
| E. Saunes          | 0           | 0           | 0           | 0           | 0                  | 0                  | 0                  | 0                  |               |               |               |               | 0                     | 0                     | 0                     | 0                     | 0        | 0      | 0           | 0          |
| R. Shroot          | 9           | 1           | 2           | 0           | -                  | -                  | -                  | -                  |               |               |               |               | 1                     | 0                     | 0                     | 0                     | 10       | 1      | 2           | 0          |
| D. Situ            | 0           | 0           | 0           | 0           | -                  | -                  | -                  | -                  |               |               |               |               | 0                     | 0                     | 0                     | 0                     | 0        | 0      | 0           | 0          |
| O. Sveen           | 29          | 5           | 3           | 0           | 3                  | 1                  | 0                  | 0                  |               |               |               |               | 1                     | 0                     | 0                     | 0                     | 33       | 6      | 3           | 0          |
| J. Törnqvist       | 30          | 2           | 1           | 0           | 4                  | 1                  | 0                  | 0                  |               |               |               |               | 1                     | 0                     | 0                     | 0                     | 35       | 3      | 1           | 0          |
| E. Ulland Andersen | 27          | 11          | 5           | 0           | 4                  | 0                  | 0                  | 0                  |               |               |               |               | 1                     | 0                     | 0                     | 0                     | 32       | 11     | 5           | 0          |
| J. Urke            | 0           | -0          | 0           | 0           | 0                  | -0                 | 0                  | 0                  |               |               |               |               | 0                     | -0                    | 0                     | 0                     | 0        | 0      | 0           | 0          |
| J. Wrele           | 26          | 2           | 5           | 0           | 4                  | 0                  | 1                  | 0                  |               |               |               |               | 1                     | 1                     | 0                     | 0                     | 31       | 3      | 6           | 0          |